# Chronologie de l'Essonne
Créé par décret le 10 juillet 1964 sous sa forme actuelle, le département français de l'Essonne fait preuve d'une longue histoire.

## Moyen Âge

### 604
- Bataille d'Étampes

### 1131
- Concile d'Étampes

### 1258
- Traité de Corbeil

### 1308
- Traité d'Athis-sur-Orge

### 1346
- Ordonnance de Brunoy

### 1465
- Bataille de Monthléry

## Époque moderne (XVIeauXVIIIesiècle)

### 1768
- Paix de Longjumeau

## Époque contemporaine (de 1789 à nos jours)

### 1790
- 26 février : création du département de Seine-et-Oise

### 1909
- Ouverture de l'Aéroport d'Étampes-Mondésir à Étampes: Louis Blériot et Farman y créent une école d'aviation l'année suivante.

### 1924
- création de l'Autodrome de Linas-Montlhéry

### 1952
- création du centre du CEA à Saclay

### 1963
- 15 juin : Ouverture du premier hypermarché Carrefour, à Sainte-Geneviève-des-Bois

### 1964
- 10 juillet : publication du décret de création du département de l'Essonne

### 1977
- février : création de la commune des Ulis

### 1998
- 23 octobre : Ouverture du Génopole à Évry [1]